# San Bartolo, San Lorenzo Albarradas
San Bartolo är en ort i Mexiko.   Den ligger i kommunen San Lorenzo Albarradas och delstaten Oaxaca, i den sydöstra delen av landet, 400 km sydost om huvudstaden Mexico City. San Bartolo ligger 1 442 meter över havet och antalet invånare är 197.
Terrängen runt San Bartolo är huvudsakligen lite bergig. San Bartolo ligger nere i en dal. Runt San Bartolo är det glesbefolkat, med 11 invånare per kvadratkilometer. Närmaste större samhälle är San Pablo Villa de Mitla, 14,8 km väster om San Bartolo. I omgivningarna runt San Bartolo växer huvudsakligen savannskog.